# Энгрен, Атте
Атте Энгрен (фин. Atte Engren; 19 февраля 1988, Раума, Финляндия) — финский хоккеист, вратарь.

## Достижения
- Серебряный призёр Юниорского Чемпионата мира 2006 года.
- Чемпион СМ-Лиги 2010 года в составе ТПС Турку.
- В 2010 году получил трофей Урпо Юлёнена, который вручается самому лучшему вратарю финской СМ-Лиги.